# シモン・アモール
シモン・アモール（Simon Amor、1979年4月25日 - ）は、イングランドのラグビー指導者。現在7人制男女日本代表のテクニカルディレクターを務めている。日本語ではサイモン・エイモーと表記されることがある。

## プロフィール
- ロンドン・キングストン・アポン・テムズ区出身[2]。
- 現役時代のポジションはスクラムハーフ(SH)、スタンドオフ(SO)。
- 7人制イングランド代表の主将を務めたことがある[3]。

## 略歴
現役時代、グロスター、ロンドン・ワスプス、ロンドン・スコティッシュFCなどでプレーしていた。なお2004年には同年創設されたワールドラグビー最優秀男子セブンズ選手賞受賞。
現役引退後、2013年、7人制イングランド代表のヘッドコーチに就任。
2016年、7人制イギリス代表のヘッドコーチにも就任して2016リオ五輪ではイギリス銀メダル獲得に貢献。
2020年、イングランド代表のアタックコーチに就任。翌年退任した。
その後香港代表を経て、2021年、7人制男女日本代表のテクニカルディレクターに就任。

## 受賞歴
- IRBセブンズ最優秀選手賞:2004年